# Product placement
Product placement eller produktplacering er en markedsføringstaktik, hvor et kommercielt produkt anvendes i fiktive eller non-fiktive massemedier, f.eks. dramaserier og underholdningsprogrammer i tv.
Der er altså tale om en form for sponsorat, men i modsætning til traditionelle sponsorater gøres der ikke tydeligt opmærksom på, at en sponsor er involveret. Som oftest betaler den pågældende producent for at få sit produkt vist. I andre tilfælde stiller producenten det blot gratis til rådighed.
Product placement har været anvendt i flere varianter i flere hundrede år. I forordet til Jules Vernes roman Jorden rundt i 80 dage (1873) omtales i forordet til 1995 udgivelsen anvendelsen af product placement i romanen, idet flere virksomheder indenfor transport og logistik havde udfoldet store bestræbelser overfor Jules Verne for at blive nævnt i bogen. Det er uklart, om Verne modtog penge fra de virksomheder, der blev nævnt i romanen. Product placement er fortsat anvendt i litteratur, således betalte firmaet Bulgari den britiske forfatter Fay Weldon et større beløb for at skrive romanen The Bulgari Connection i 2001.
Product placement benyttes også i Danmark i vidt omfang i produktionen af særligt film og tv-serier. Kendte eksempler er tv-serierne Ørnen, hvor de medvirkende benyttede teleprodukter fra teleselskabet 3, Taxa, hvor taxaerne var fra Toyota og Rejseholdet, hvor hele rejseholdet kørte i biler fra Nissan. Radio- og fjernsynsloven fastslår, at produktplacering ikke er tilladt i tv-programmer.

## Eksterne links
- Wikimedia Commons har flere filer relateret til Product placement
- Eksempler på Product placement i film
- Eksempler på Product placement fra spillefilm og tv-shows